# Aster arenarius
Aster arenarius là một loài thực vật có hoa trong họ Cúc. Loài này được (Kitam.) Nemoto mô tả khoa học đầu tiên năm 1936.